# Krzysztof Stempak
Krzysztof Stempak (ur. 24 maja 1956 w Nowej Soli) – polski matematyk (specjalność: analiza harmoniczna), profesor zwyczajny Politechniki Wrocławskiej na Wydziale Matematyki.

## Życiorys
Urodzony w Nowej Soli, gdzie ukończył Szkołę Podstawową nr 1. Absolwent Liceum Ogólnokształcącego w Nowej Soli (wówczas im. Janka Krasickiego). W latach 1975–80 studiował na Wydziale Matematyki, Fizyki i Chemii Uniwersytetu Wrocławskiego. W roku 1980 uzyskał tytuł magistra matematyki, a w roku 1986 obronił pracę doktorską na temat Littlewood-Paley Theory for Fourier-Bessel Expansions. Stopień doktora habilitowanego nauk matematycznych uzyskał 19 maja 1994 w Instytucie Matematycznym Polskiej Akademii Nauk. W roku 2002 otrzymał tytuł naukowy profesora nauk matematycznych. 
Pracownik Instytutu Matematycznego Uniwersytetu Wrocławskiego w latach 1980–1998 (profesor nadzwyczajny od 1997 roku). W roku akademickim 1995/96 pracował na stanowisku docenta w Instytucie Matematycznym Polskiej Akademii Nauk. Od października 1998 do września 2022 był zatrudniony na Politechnice Wrocławskiej, najpierw w Instytucie Matematyki i Informatyki, a od września 2015 na Wydziale Matematyki (na stanowisku profesora zwyczajnego od 2005 roku). Pierwszy dziekan Wydziału Matematyki. 

Autor ponad 80 artykułów naukowych. Promotor w pięciu przewodach doktorskich.